# Volvo RM8

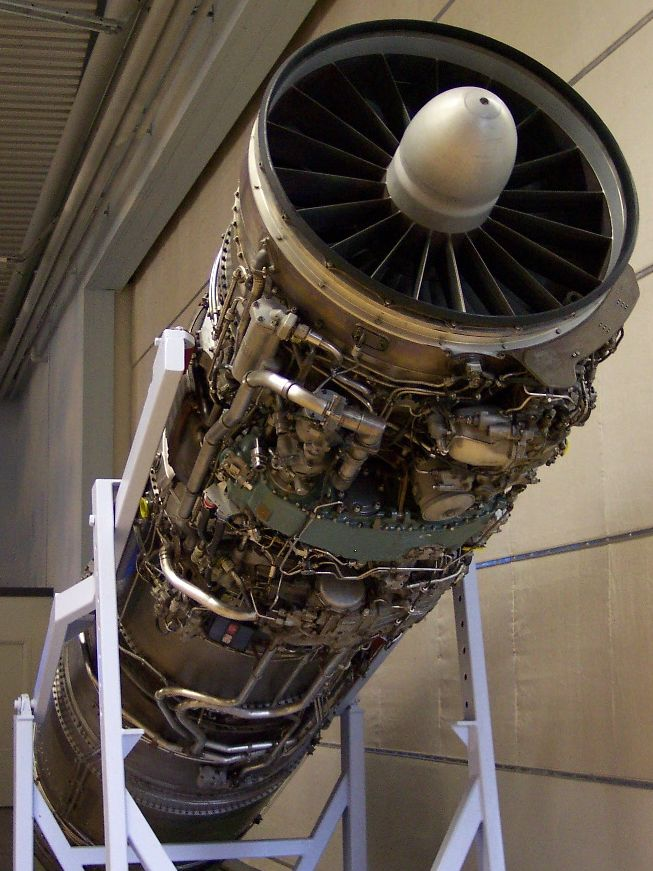
exemplaire exposé au Musée de l'armée de l'air suédoise.

Le Volvo RM8 est un turboréacteur à double flux et postcombustion développé dans les années 1960 par Volvo Aero pour le Saab 37 Viggen. Il est basé sur le Pratt & Whitney JT8D, avec d'importantes modifications. 

## Origine
Au début du développement du Viggen, Saab pense utiliser le moteur Rolls-Royce RB.141 Medway, en confiant à Volvo Aero le fait de modifier ce moteur civil pour les besoins d'un chasseur supersonique, et de le produire sous licence en Suède. Le Medway est abandonné en 1964, après la décision de réduire la taille du Hawker Siddeley Trident pour lequel il était conçu. Il est alors décidé de se tourner vers Pratt & Whitney et son moteur JT8D, moteur répandu du Boeing 727 (et plus tard du 737, du Douglas DC-9 et de la Caravelle de deuxième génération). Cela suit un schéma récurrent depuis déjà une trentaine d'année. Volvo Aero a produit sous licence des moteurs pour les avions saab précédents, par exemple le Goblin pour le Tunnan

## Modifications
Le moteur reçoit un dispositif de postcombustion développé en Suède, qui permet brièvement d'augmenter la poussée de 75%. Ce chiffre est très élevé car la post-combustion concerne aussi le flux froid. Par ailleurs, de nombreux composants internes du moteurs sont renforcés pour résister aux conditions d'utilisation du vol supersonique (surtout à basse altitude). Les pompes à carburant ont une capacité accrue. Le moteur reçoit aussi un inverseur de poussée très performant, le Viggen devant être capable d'utiliser des pistes très courtes. C'est le premier moteur opérationnel dans le monde à combiner double flux, post-combustion et inverseur de poussée.